# مکتب باربیزون آمریکایی

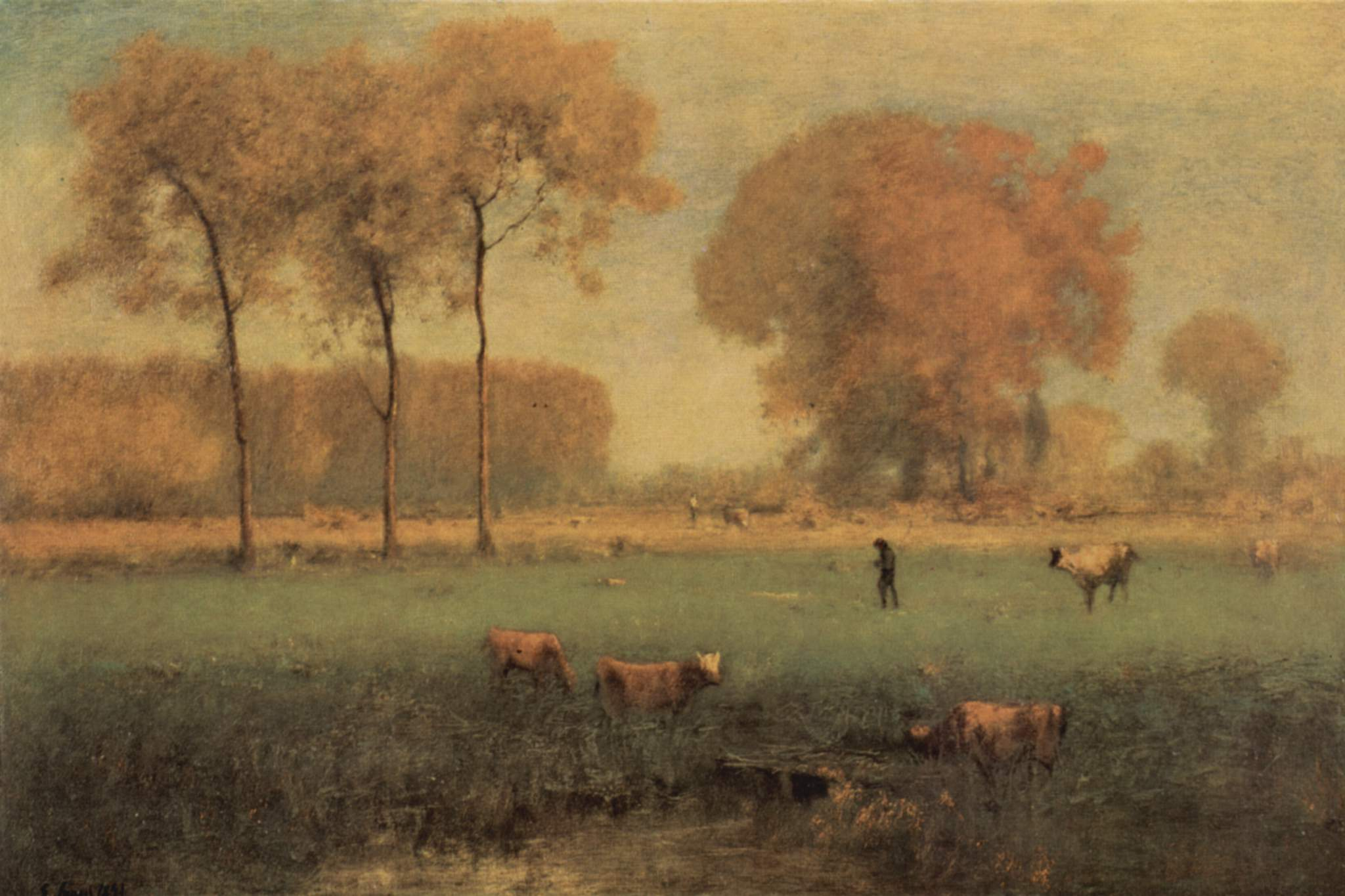
"منظره تابستانی"، اثر جورج اینس، ۱۸۹۴.

مکتب باربیزون آمریکایی گروهی از نقاشان و سبکی بود که تا حدی تحت‌تاثیر مکتب باربیزون فرانسوی قرار داشت که به خاطر صحنه‌های ساده و شبانی که مستقیماً از طبیعت نقاشی شده بودند، مورد توجه قرار گرفت. هنرمندان باربیزون آمریکایی در نقاشی مناظر روستایی که اغلب شامل دهقانان یا حیوانات مزرعه بودند، متمرکز شده‌اند.
ویلیام موریس هانت اولین آمریکایی بود که به سبک باربیزون مشغول به کار شد، زیرا او مستقیماً با ژان فرانسوا میله در سالهای ۱۸۵۱تا ۱۸۵۳ آموزش دید. هنگامی که او فرانسه را ترک کرد، هانت یک استودیو در بوستون تأسیس کرد و به شیوه باربیزون کار کرد و این سبک را به ایالات متحده آمریکا آورد.
رویکرد باربیزون به‌طور کلی تا دهه ۱۸۸۰ پذیرفته نشد و در دهه ۱۸۹۰ به اوج محبوبیت خود رسید.

## هنرمندان
- هنری گلدن دارث
- توماس ایکینز
- وینکوورث آلن گی
- چایلد هسام
- وینسلو هومر
- ویلیام موریس هانت
- ویلسون ایروین
- جورج اینس
- ویلیام کیث
- ادوارد میچل بنیستر
- هومر داج مارتین
- رابرت کرانل مینور
- جان فرانسیس مورفی
- هنری برد رنجر
- هنری اساوا تنر
- هوراتیو واکر
- الکسیس ژان فورنیر
- جوزف فاکسکرافت کول
- هومر واتسون
- الکساندر هلویگ یانت